# موسوما
موسوما هي مدينة، في تنزانيا، تقع في اقليم مارا، وهي عاصمتها، بلغ عدد سكانها 103,497 نسمة.

## المناخ
يظهر الجدول التالي التغييرات المناخية على مدار السنة لموسوما:
| البيانات المناخية لـموسوما        | البيانات المناخية لـموسوما | البيانات المناخية لـموسوما | البيانات المناخية لـموسوما | البيانات المناخية لـموسوما | البيانات المناخية لـموسوما | البيانات المناخية لـموسوما | البيانات المناخية لـموسوما | البيانات المناخية لـموسوما | البيانات المناخية لـموسوما | البيانات المناخية لـموسوما | البيانات المناخية لـموسوما | البيانات المناخية لـموسوما | البيانات المناخية لـموسوما |
| الشهر                             | يناير                      | فبراير                     | مارس                       | أبريل                      | مايو                       | يونيو                      | يوليو                      | أغسطس                      | سبتمبر                     | أكتوبر                     | نوفمبر                     | ديسمبر                     | المعدل السنوي              |
| --------------------------------- | -------------------------- | -------------------------- | -------------------------- | -------------------------- | -------------------------- | -------------------------- | -------------------------- | -------------------------- | -------------------------- | -------------------------- | -------------------------- | -------------------------- | -------------------------- |
| متوسط درجة الحرارة الكبرى °م (°ف) | 28 (82)                    | 28 (83)                    | 28 (83)                    | 28 (82)                    | 28 (82)                    | 27 (81)                    | 28 (82)                    | 28 (82)                    | 28 (83)                    | 29 (84)                    | 28 (83)                    | 28 (82)                    | 28 (82)                    |
| متوسط درجة الحرارة الصغرى °م (°ف) | 19 (66)                    | 19 (66)                    | 20 (68)                    | 19 (66)                    | 18 (65)                    | 18 (64)                    | 17 (63)                    | 18 (64)                    | 20 (68)                    | 19 (66)                    | 19 (66)                    | 19 (66)                    | 19 (66)                    |
| الهطول مم (إنش)                   | 56 (2.2)                   | 58 (2.3)                   | 110 (4.5)                  | 170 (6.8)                  | 110 (4.2)                  | 25 (1)                     | 20 (0.8)                   | 20 (0.8)                   | 25 (1)                     | 36 (1.4)                   | 69 (2.7)                   | 66 (2.6)                   | 760 (30.1)                 |
| المصدر: Weatherbase               |                            |                            |                            |                            |                            |                            |                            |                            |                            |                            |                            |                            |                            |